# Daniel Cargnin (judoka)
Daniel Borges Cargnin (Porto Alegre, 20 de diciembre de 1997) es un deportista brasileño que compite en judo.
Participó en dos Juegos Olímpicos de Verano, en los años 2020 y 2024, obteniendo dos medallas, bronce en Tokio 2020 y bronce en París 2024. En los Juegos Panamericanos consiguió tres medallas de plata, en los años 2019 y 2023. Ganó dos medallas en el Campeonato Mundial de Judo, en los años 2022 y 2025, y siete medallas en el Campeonato Panamericano de Judo entre los años 2017 y 2025.

## Carrera
El judo entró en la vida de Cargnin muy temprano, a la edad de seis años. Animado por un amigo de la escuela, el nativo de Porto Alegre comenzó a practicar este deporte en una academia en Canoas, en la región metropolitana de Porto Alegre. Comenzó a destacar y, a los 13 años, recibió una invitación del técnico Antônio Carlos Pereira, conocido como Kiko, para incorporarse al equipo de Sogipa. Sin embargo, hasta su adolescencia, el gaucho aún compartía su atención con el fútbol: era lateral derecho en las escuelas del Grêmio. Hasta que un día su madre, Ana Rita, le aconsejó a su hijo que se dedicara sólo a una de las actividades. Fue entonces cuando Daniel optó por el judo y, desde entonces, su evolución ha sido constante.

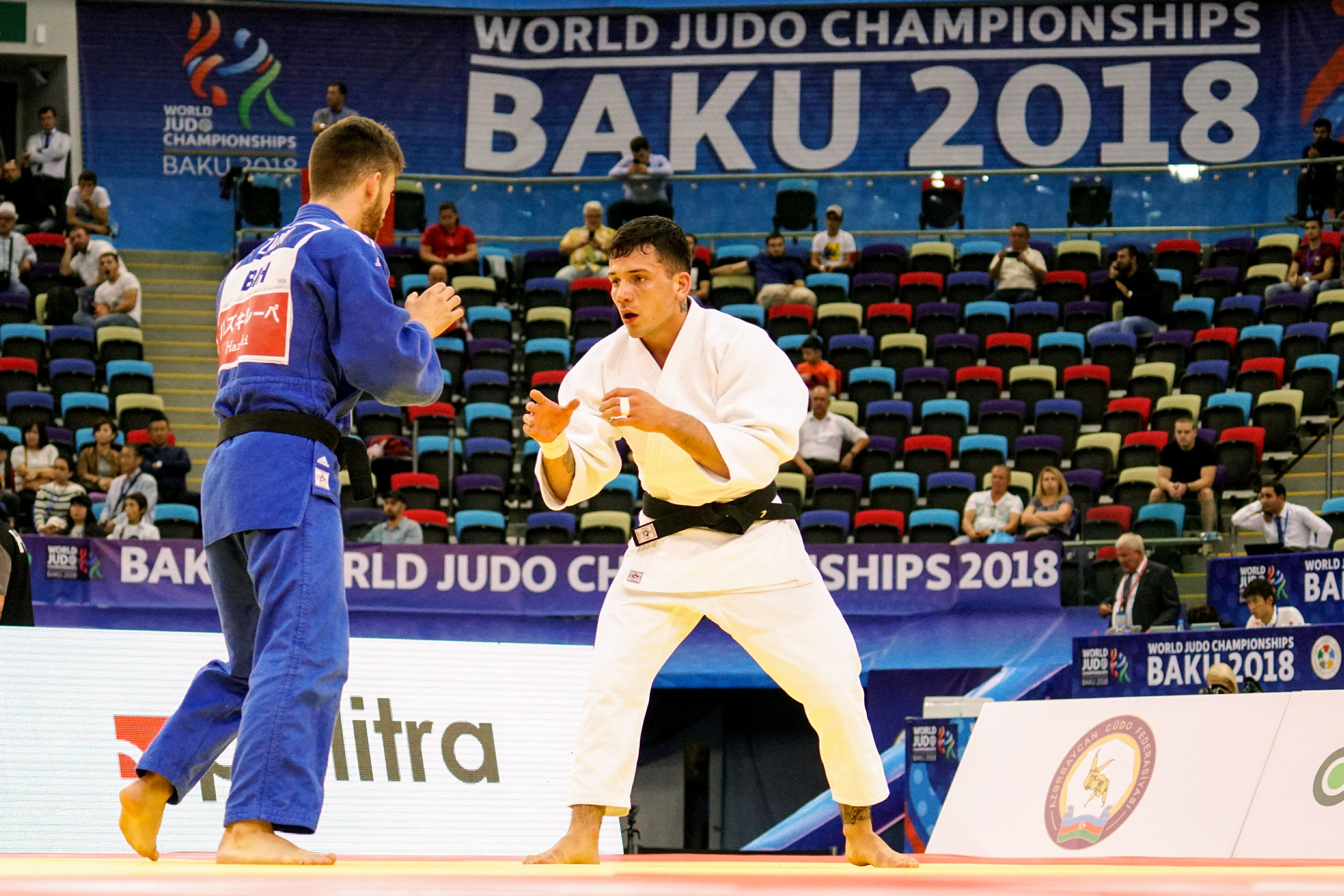
Cargin en el Campeonato mundial de judo de 2018.

Desde 2015, Daniel participa en competiciones de la selección brasileña junior y senior. Pero fue en 2017, después de ganar el Campeonato Mundial Juvenil de Judo de 2017 en Zagreb y proclamarse campeón de las Pruebas Olímpicas, cuando Cargnin se consolidó en el equipo principal, a la edad de 20 años.
En Brasil fue el principal nombre de la división welter (-66kg): campeón del Grand Slam de Brasilia 2019, bicampeón panamericano (2019 y 2020) y subcampeón de los Juegos Panamericanos de 2019.

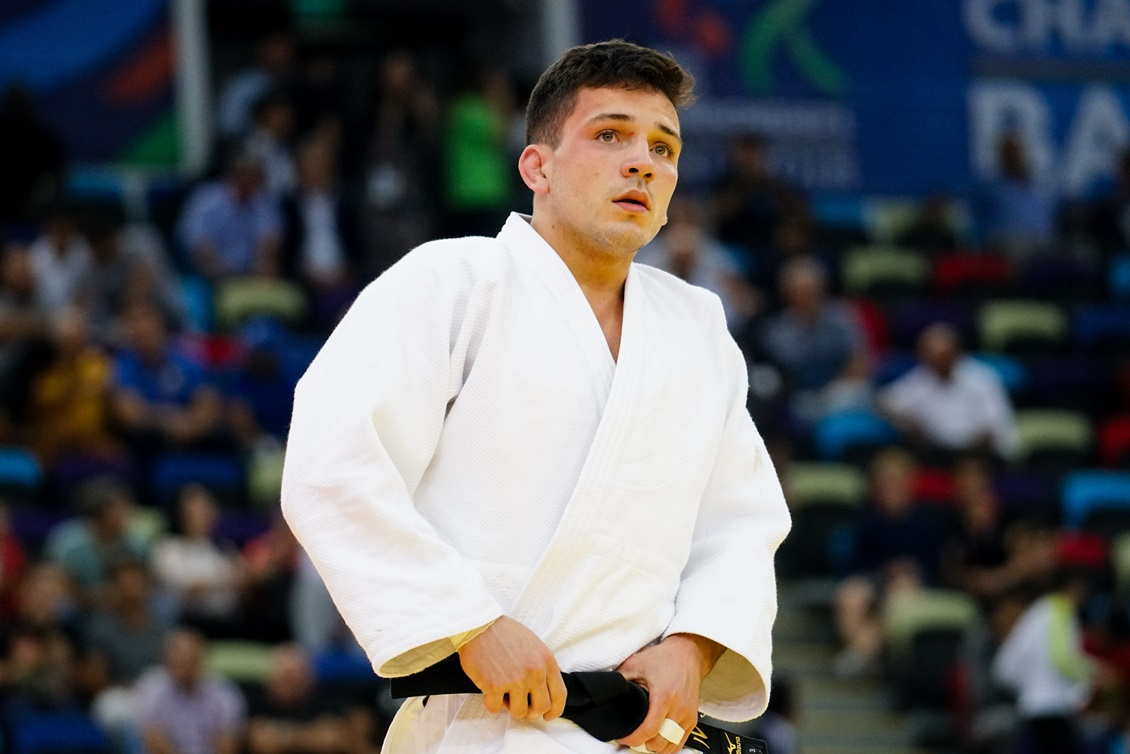
Cargin en el Grand Slam de Düsseldorf de 2020.

Cargnin ganó una medalla de bronce en los Juegos Olímpicos de Tokio 2020. El 16 de junio de 2021, Cargnin fue convocado por la Confederación Brasileña de Judo (CBJ) para sus primeros Juegos Olímpicos: los Juegos Olímpicos de Tokio 2020, en Japón. El gaucho peleó el 25 de julio, segundo día de competencia en Tokio, y obtuvo la medalla de bronce. Daniel inició la competición superando al egipcio Mohamed Abdelmawgoud, por ippon, en el golden score. Luego, en octavos de final, venció al moldavo Denis Vieru con un wazari también en el golden score. En cuartos de final derrotó al italiano Manuel Lombardo, subcampeón del mundo y líder del ranking, con un wazari. En semifinales perdió por ippon ante el japonés Hifumi Abe, bicampeón del mundo. Y, en el partido por la medalla de bronce, venció al israelí Baruch Shmailov con un wazari.
En enero de 2022, el judoca de Porto Alegre cambió de categoría: pasó a representar a Brasil en la categoría de peso ligero (hasta 73 kg).
En el Campeonato Mundial de Judo de 2022 celebrado en Tashkent, Uzbekistán, ganó medalla de bronce derrotando al campeón mundial Manuel Lombardo.
En el World Masters de 2022 (la segunda competición más importante del circuito de judo, después del Campeonato del Mundo), Cargnin ganó la medalla de oro. La última vez que Brasil ganó el oro en el Masters fue hace 10 años, con Rafael Silva.
Cargnin volvió a destacar en los Grand Slams (el torneo que más puntos da en el ranking de judo después de los Juegos Olímpicos, el Mundial y el World Masters) en 2023. Ganó una plata en el Grand Slam de París y un bronce en el Grand Slam en Tel Aviv.
En 2023, Cargnin alcanzó su tercer título individual en el Campeonato Panamericano y también ganó una medalla de oro en el equipo mixto de Brasil, y en los Juegos Panamericanos llegó a la final, pero por una lesión física tuvo que abandonar la final, dejando el oro a su compatriota Gabriel Falcão, asegurando, sin embargo, una plaza para los Juegos Olímpicos de 2024. También obtuvo medalla de plata por participar en la modalidad de equipos mixtos.
En el Campeonato Panamericano de Judo de 2024, celebrado en Río de Janeiro, Cargnin llegó a la final, donde, en una polémica pelea, donde el árbitro no dio varios golpes propinados por el brasileño al canadiense Arthur Margelidon, y además dejó de aplicar shidos al canadiense, el brasileño acabó con la plata.
En el Campeonato Mundial de Judo de 2024, Cargnin alcanzó la pelea por la medalla de bronce, pero terminó en quinto lugar en la competencia.

## Palmarés internacional
| Juegos Olímpicos        | Juegos Olímpicos          | Juegos Olímpicos  | Juegos Olímpicos |
| Año                     | Lugar                     | Medalla           | Categoría        |
| ----------------------- | ------------------------- | ----------------- | ---------------- |
| 2020                    | Tokio (Japón)             | Medalla de bronce | –66 kg           |
| 2024                    | París (Francia)           | Medalla de bronce | Equipo mixto     |
| Campeonato Mundial      |                           |                   |                  |
| Año                     | Lugar                     | Medalla           | Categoría        |
| 2022                    | Taskent (Uzbekistán)      | Medalla de bronce | –73 kg           |
| 2025                    | Budapest (Hungría)        | Medalla de plata  | –73 kg           |
| Juegos Panamericanos    |                           |                   |                  |
| Año                     | Lugar                     | Medalla           | Categoría        |
| 2019                    | Lima (Perú)               | Medalla de plata  | –66 kg           |
| 2023                    | Santiago (Chile)          | Medalla de plata  | –73 kg           |
| 2023                    | Santiago (Chile)          | Medalla de plata  | Equipo mixto     |
| Campeonato Panamericano |                           |                   |                  |
| Año                     | Lugar                     | Medalla           | Categoría        |
| 2017                    | Ciudad de Panamá (Panamá) | Medalla de plata  | –66 kg           |
| 2018                    | San José (Costa Rica)     | Medalla de plata  | –66 kg           |
| 2019                    | Lima (Perú)               | Medalla de oro    | –66 kg           |
| 2020                    | Guadalajara (México)      | Medalla de oro    | –66 kg           |
| 2023                    | Calgary (Canadá)          | Medalla de oro    | –66 kg           |
| 2024                    | Río de Janeiro (Brasil)   | Medalla de plata  | –73 kg           |
| 2025                    | Santiago (Chile)          | Medalla de plata  | –73 kg           |